# Andrena torda
Andrena torda är en biart som beskrevs av Warncke 1965. Andrena torda ingår i släktet sandbin, och familjen grävbin. Inga underarter finns listade i Catalogue of Life.